# 斗輪挖掘機

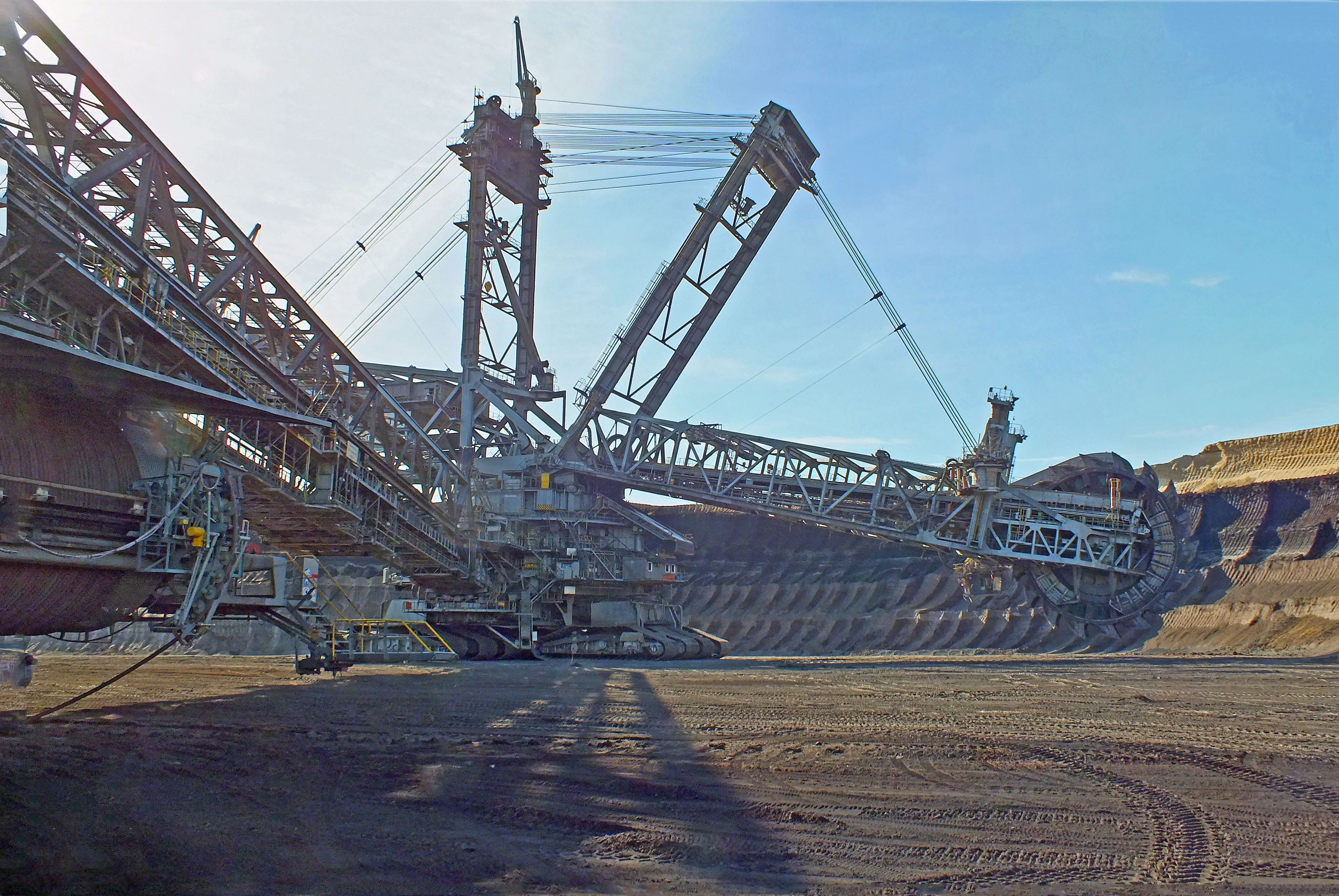
霸格斗轮挖掘机

斗轮挖掘机（Bucket-wheel excavator）是一种挖土機，主要用于露天采矿。

## 历史
20世纪20年代，第一批斗轮挖掘机开始出现。
德国生产的霸格 (Bagger) 系列斗轮挖掘机是历史上最大的车辆，1990年代以来建造的霸格293其高度达96米、长225米、重14,200吨，是目前的吉尼斯纪录保持者。